# Oras

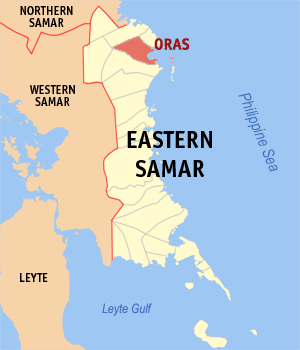
Bản đồ Đông Samar với vị trí của Oras

Oras là một đô thị hạng 4 ở tỉnh Đông Samar, Philippines. Theo điều tra dân số năm 2000 của Philipin, đô thị này có dân số 31.315 người trong 6.201 hộ.

## Các đơn vị hành chính
Oras được chia ra 42 barangay.
| - Agsam - Bagacay - Balingasag - Balocawe - Bantayan - Batang - Bato - Binalayan - Buntay - Burak - Butnga - Cadian - Cagdine - Cagpile | - Cagtoog - Camanga - Dalid - Dao - Factoria - Gamot - Iwayan - Japay - Kalaw - Mabuhay - Malingon - Minap-os - Nadacpan - Naga | - Pangudtan - Paypayon - Riverside - Rizal - Sabang - San Eduardo - Santa Monica - Saugan - Saurong - Tawagan - Tiguib - Trinidad (Maycorot) - Alang-alang - San Roque |